# خطبه فدکیه
خطبهٔ فدک سخنرانی فاطمه زهرا در مسجد پیامبر پس از درگذشت پدرش و در جریان ماجرای غصب ولایت الهی با ابوبکر بر سر فدک بود. محتوای این خطبه افزون‌بر توضیح دربارهٔ مسئلهٔ فدک، دربارهٔ توحید، نبوت، معاد، احکام، قرآن، وضعیت عربستان پیش از بعثت، فعالیت‌های پیامبر و علی بن ابی‌طالب برای گسترش و تثبیت اسلام، فتنه‌ها، غدیرخم، عهدشکنی مردم، ماجرای سقیفه و مخالفت ابوبکر با نص صریح قرآن است.

## زمینهٔ تاریخی
فدک ناحیه‌ای در نزدیک خیبر و به‌فاصلهٔ دو تا سه روز راه پیاده تا مدینه قرار داشت که از آب کافی برخوردار بود و خرمای فراوانی در آن به عمل می‌آمد. این زمین پیش از اسلام متعلق به یهودیان بنی‌نضیر بود و محمد با صلح آن را به‌دست‌آورد.
پس از وفات پیامبر اسلام، کشمکشی بین ابوبکر، خلیفهٔ وقت، از یک‌سو و فاطمه و عباس، عموی محمّد، ازسوی‌دیگر بر سر اموال محمّد به‌وجود آمد. به‌گفتهٔ ولیری در دانشنامهٔ اسلام، این اختلاف بر سر اموالی مانند فدک و سهمی از خیبر بود. فاطمه و عباس ادعای تملک و به‌ارث‌رسیدن این اموال را داشتند. اما از دیگر سو ابوبکر از دادن این اموال به آنان سر باز زد با این استدلال که پیامبر به او گفته‌است که اموال او به ارث نمی‌رسد و باید صرف صدقه شود. بررسی احادیث نشان می‌دهد که در طی دو مرحله، فاطمه در این مورد با ابوبکر به جدال پرداخت که در مرحلهٔ اول عباس نیز در این اختلاف حضور داشت. در برخی منابع اهل سنت مانند طبری به مصادرهٔ فدک، اعتراض فاطمه، پاسخ ابوبکر و خشم فاطمه نسبت به او اشاره شده یا برخی مانند بلاذری مفصل‌تر موضوع را نقل کرده‌اند. اما بیشتر آن‌ها از دید میراث به آن نگریسته‌اند و با گزارش گفتهٔ ابوبکر موضوع را ختم کرده‌اند و گاهی تا جایی پیش رفته‌اند که گفته‌اند فاطمه پس از شنیدن استدلال ابوبکر از اعتراض دست کشید. ازسوی‌دیگر، پژوهشگران شیعه براساس منابع اهل سنت، گزارش‌های احتجاج‌های فاطمه زهرا را نقل کرده‌اند. آنان برپایهٔ همین منابع نشان داده‌اند که پس از مصادرهٔ فدک به‌دست ابوبکر، فاطمه زهرا بارها با او و در منظر عمومی احتجاج کرده‌است. در یکی از این گزارش‌ها که در حضور مهاجر و انصار انجام شده، فاطمه گفته که فدک هبهٔ پیامبر است و بر این گفتهٔ خویش، علی، حسن، حسین و ام‌ایمن را شاهد آورد؛ و پس از آن ادامه داده که حدیث مورد استناد ابوبکر را نه‌تنها کسی نشنیده، بلکه برخلاف نص صریح قرآن است. اما این استدلال‌ها مورد اعتنا واقع نشد.
ویلفرد مادلونگ می‌گوید ابوبکر بدین‌ترتیب، نه‌تنها اموال خاندان محمّد را از اختیار آن‌ها درآورد، بلکه اظهار کرد که اگر آن‌ها نیاز مالی داشته‌باشند صدقه بگیرند. این کار در مخالفت قطعی با سنت محمّد بود که خاندانش را به‌جهت موقعیت طهارت از پذیرش صدقه منع کرده‌ بود. هم‌چنین، بدین‌ترتیب پرداخت سهم ویژهٔ (خمس) آن‌ها از غنائم و فیء هیچ توجیهی نداشت. علاوه‌برآن، این حدیث که ابوبکر طرح کرد، به ابوبکر این اعتبار را می‌داد که محمّد به او دستورهای ویژه‌ای برای خلافت پس از خود داده‌است. چنان‌که عایشه می‌گوید، فاطمه پس از آن ابوبکر را ترک کرد و تا شش ماه بعد که از دنیا رفت با وی سخن نگفت. علی نیز، فاطمه را شبانه دفن کرد و به خلیفه اطلاع نداد. به‌طور طبیعی موضع شیعیان بر این است که این اموال متعلق به فاطمه است و آن‌ها توسط ابوبکر غصب شده‌است. سید جعفر شهیدی، از افراد غیرشیعه‌ای چون ابن ابی الحدید و نقیب بصری یاد می‌کند که به نقل رویداد خطبهٔ فدکیه پرداخته‌اند. او با این استدلال که این افراد — اهل سنت معتزلی — سودی از جعل این روایات نمی‌بردند، رویداد دعوای حقوقی فدک را صحیح می‌داند.
افزون‌بر این احتجاج‌ها، گزارش‌های واگذاری مجدد فدک به فاطمه یا فرزندان او در کتاب‌های تاریخ و حدیث اهل سنت و شیعه، دلیل روشنی بر حقانیت دعوی فاطمه از سوی پژوهشگران شیعه دانسته شده‌است، مانند گزارش نوشتن سند مالکیت فدک برای فاطمه از سوی ابوبکر، و پس از او، بازگرداندن فدک به فرزندان فاطمه در دوره‌های گوناگون توسط عمر بن عبدالعزیز اموی، سفاح عباسی، مهدی عباسی و مأمون عباسی. برخی از اهل سنت، مصادرهٔ فدک را اجتهاد دانسته‌اند. اما شیعه با توجه به این‌که این مصادره، تنها مصادرهٔ ابوبکر بوده و ازسوی‌دیگر بخشش‌های فراوانی از بیت‌المال برای مستحکم‌کردن خلافت در منابع گزارش شده، با نکوهش این کار، رنجاندن فاطمه را — که با توجه به حدیث پیامبر، مساوی با رنجاندن خدا و پیامبر اوست — گناهی بزرگ از سوی ابوبکر دانسته‌اند.

## متن خطبه
اکنون که چنین است، این مَرکبِ خلافت و آن فدک؛ همه ازآنِ شما. محکم بچسبید و رها نکنید، ولی بدانید این مَرکبی نیست که بتوانید راه خود را بر آن ادامه دهید: پشتش زخم، و کف پایش شکافته است! داغِ ننگ بر آن خورده، و غضب خداوند علامت آن است، و رسوایی ابدی همراه آن، و سرانجام به آتشِ برافروختهٔ خشم الهی که از دل‌ها سر برمی‌کشد خواهد پیوست! فراموش نکنید آنچه انجام می‌دهید در برابر خداست. «آن‌ها که ستم کردند، به‌زودی می‌دانند که بازگشت‌شان به کجاست!» و من دختر پیامبری هستم که شما را در برابر عذاب شدید اِنذار کرد، «آنچه از دست شما برمی‌آید انجام دهید؛ ما هم انجام می‌دهیم؛ و انتظار بکشید، ما هم منتظریم!»

فصاحت و بلاغت، آرایه‌های لفظی و معنوی، و به‌ویژه سجع در این سخنان استفاده شده و بسیاری را به این‌گونه کلام متوجه کرده‌است.

## اسناد
راویان اصلی این خطبه در آثار اهل سنت و شیعه عبارتند از: زینب، حسین بن علی، محمد باقر، عایشه، ابن عایشه، ابن‌عباس، عبدالله بن حسن بن حسن، ابو هشام محمد، عوانه و عطیه عوفی. تعداد سندهای این خطبه بیش از بیست سند است. قدیمی‌ترین سند این خطبه کتاب بلاغات النساء اثر ابوالفضل مروزی (درگذشت ۲۸۰ ه‍. ق) است. این خطبه به‌عنوان دومین گفتار آن کتاب — پس از خطبه‌ای نکوهش‌آمیز از عایشه دختر ابوبکر — آورده شده‌است.
دنیس صوفی می‌نویسد: «احادیثی که بر دخیل‌بودن فاطمه در رویدادهای پس از درگذشت پیامبر دلالت دارند، با وجود جانب‌ دارانه‌ بودن‌ شان حاوی مقداری حقیقت هستند. به‌این‌دلیل که اهل سنّت نتوانستند به‌طور کامل آنچه را که به‌وضوح برای بازسازی تاریخ‌شان زیان‌آور بود محو کنند: این مسئله که فاطمه با ابوبکر بر سر ضبط خلافت و املاک پیامبر دعوا داشته‌است، این‌که فاطمه هیچ‌گاه او را به‌خاطر کارهایش نبخشید و این‌که درگذشت او برای مدتی — احتمالاً به‌خواست خود فاطمه — مخفی نگاه داشته‌شد تا مانع سرپرستی ابوبکر از مراسم کفن و دفن فاطمه شود. چیزی که در این مورد کنایه‌آمیز است، این است که این پنجرهٔ کوچک به شخصیت فاطمه توسط اهل سنّت نادیده گرفته‌شده یا کوچک شمرده‌شده ولی توسط شیعیان بزرگ شده و بیش از اندازه روی آن تأکید شده‌است.» او بر آن است که به خاطر تواتر روایت‌های رنجش فاطمه از ابوبکر، چنین می‌نماید که مراسم کفن و دفن فاطمه به‌خواستهٔ خودش شب‌هنگام برگزار شده تا ابوبکر به عنوان رئیس اجتماع اسلامی نتواند در مراسم تشییعش دستی داشته‌باشد.

## گفتگوی فاطمه و علی  پس از خطبه
به‌نوشتهٔ بحارالانوار و مناقب آل ابی‌طالب، فاطمه پس از بازگشت از مسجد، در خانه خطبه‌ای کوتاه و مسجع خطاب به علی بن ابی‌طالب گفت؛ و علی نیز در پاسخ گفت که در دینش سست نشده و از آنچه در توانش است دریغ نمی‌کند.